# Michelle Branch
Michelle Jacquet DeSevren Branch Landau (Sedona, 2 luglio 1983) è una cantautrice e chitarrista statunitense.
Ha esordito sulle scene nel 2000, ed ha ottenuto il successo con gli album The Spirit Room (2001) ed Hotel Paper (2003). Dal 2004 al 2008 ha fatto parte del duo The Wreckers, insieme a Jessica Harp; sta proseguendo la sua carriera musicale come solista.

## Biografia
Figlia di David e Peggy Branch, è di origini irlandesi e indonesiane. Ha un fratellastro di nome David ed una sorella minore di nome Nicole. Inizia precocemente la sua carriera artistica, suonando la chitarra a quattordici anni e firmando il suo primo contratto discografico a diciassette anni per la Maverick Recording Company. Risale all'anno 2000 il suo primo album da solista, Broken Bracelet; nel 2001, dopo la firma con la Maverick, scala le classifiche con l'album The Spirit Room e il singolo Everywhere, inserito nella colonna sonora del film American Pie 2.
Grande fan dei Beatles, Jimi Hendrix e Led Zeppelin, Michelle alla Maverick viene affiancata a John Shanks (ex-membro della band della cantante pop/rock Melissa Etheridge e produttore di fama internazionale) e Shelly Peikens (già al fianco di artisti come Christina Aguilera, Chris Isaak e Meredith Brooks) oltre che a rinomati sessionmen, fra cui: Dave Warren (tastiere), John Leventhal (polistrumentista di classe, noto in ambito country), Vinnie Colaiuta e Kenny Aronoff (batteristi di fama mondiale) e Dave Navarro (ex-chitarrista di Jane's Addiction e Red Hot Chili Peppers, che ha registrato una parte di chitarra nel brano Are You Happy Now?).
Ha inoltre collaborato con artisti come Carlos Santana (The Game of Love e I'm feelin' you), Sheryl Crow (Love Me Like That dell'album Hotel Paper) e Chris Isaak (I Lose My Heart); ha inoltre partecipato a serie TV di successo quali Buffy l'ammazzavampiri (Episodio Tabula rasa) e Streghe (Episodio 100 volte streghe)
Nella seconda metà del 2004, dopo aver "reclutato" l'amica Jessica Harp (cantautrice country che aveva partecipato come corista durante lo Are you happy now? Tour dello stesso anno), diede vita al progetto parallelo The Wreckers, culminato nell'album Stand Still, Look Pretty, pubblicato due anni più tardi e che vende circa 750 000 copie nei soli Stati Uniti. Il duo si sciolse ufficialmente all'inizio del 2008, causa la scelta da parte di Jessica Harp di rinunciare alla propria carriera di performer per dedicarsi unicamente al songwriting.
Il 10 aprile 2008 in un concerto tenutosi a Norfolk (Virginia), Michelle aveva annunciato il nome del suo nuovo lavoro da solista, Everything Comes and Goes, la cui uscita era inizialmente prevista nel 2009. Nel luglio 2009 fu pubblicato Sooner or Later, brano per il quale era stato anche girato un video e che avrebbe dovuto essere il singolo di lancio dell'album. A causa però di problemi interni alla casa discografica, l'uscita dell'album è stata più volte rimandata; alla fine Everything Comes and Goes è uscito solo a luglio 2010, ma come EP contenente 6 brani. È stata quindi cancellata definitivamente l'uscita dell'album completo (che avrebbe dovuto contenere 13 tracce); cancellato anche il progetto del successivo album che avrebbe dovuto intitolarsi A Different Kind of Country.
Precedentemente, nell'agosto 2008 era stato pubblicato Together, brano da lei composto che fa parte della colonna sonora del film The Sisterhood of the Travelling Pants 2. Nell'aprile 2010 Michelle ha registrato un brano in collaborazione con Timbaland, dal titolo Getaway, uscito come singolo acquistabile in download digitale. A partire dall'inizio del 2011, sul sito ufficiale dell'artista sono stati resi disponibili per il download gratuito alcuni brani che avrebbero dovuto originariamente far parte dell'album Everything Comes and Goes.
Nel 2011 Michelle ha completato le registrazioni di un nuovo album, intitolato West Coast Time, la cui uscita era prevista per settembre/ottobre 2011. Durante un webcast (26 maggio 2011) aveva presentato in anteprima il primo singolo, intitolato Loud Music, uscito il 14 agosto 2011, per il quale è stato anche girato un video. Durante quell'estate Michelle è stata in tour come supporto ai Goo Goo Dolls per promuovere il disco in uscita.
Ancora una volta però, purtroppo, l'album non ha visto la luce nei tempi stabiliti. Nel settembre 2012, Michelle ha pubblicato alcune tracce dell'album sulla sua pagina SoundCloud, ascoltabili gratuitamente all'indirizzo http://soundcloud.com/michellebranch
Nel gennaio 2017 annuncia l'uscita del suo quarto album, Hopeless Romantic, previsto per il 7 aprile 2017. La title track viene pubblicata come singolo nel mese di febbraio.

### Vita privata
Michelle si è sposata nel maggio 2004 con Theodore "Teddy" Landau, bassista del gruppo che la accompagnava durante il tour di Hotel Paper, dal quale ha avuto una figlia nel 2005. Nel 2015 la coppia divorzia dopo un anno di separazione.
Dal 2015 ha una relazione con il musicista Patrick Carney, con cui ha avuto due figli. La coppia è convolata a nozze il 20 aprile 2019  per poi separarsi per qualche mese nell'estate 2022, in seguito ad una presunta infedeltà di Carney ed una denuncia di aggressione domestica sporta da lui nei confronti di Michelle, poi ritirata dopo che la coppia si è ricongiunta.

## Discografia solista

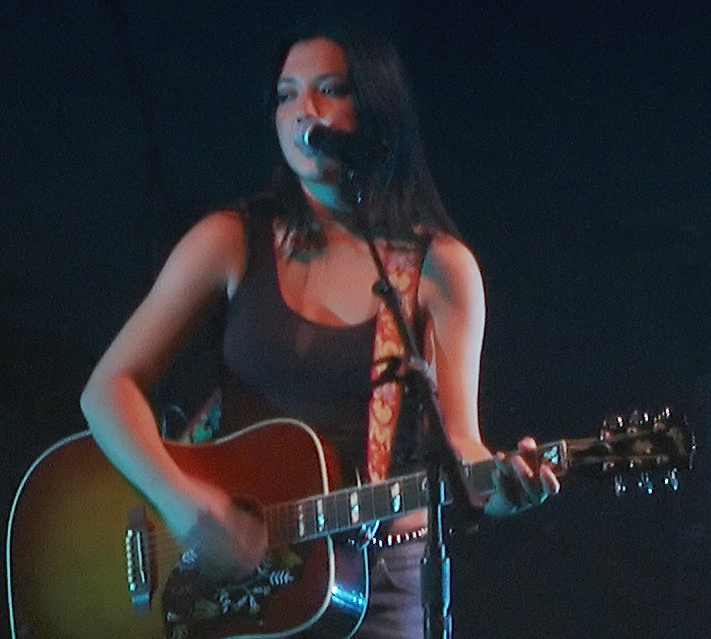
Michelle in concerto nel 2003

### Album in studio
- 2000 – Broken Bracelet
- 2001 – The Spirit Room
- 2003 – Hotel Paper
- 2017 – Hopeless Romantic
- 2022 - The Trouble with Fever

### EP
- 2010 – Everything Comes and Goes

### Singoli
| Anno | Titolo                                         | Posizione massima             | Posizione massima                  | Posizione massima          | Album                                           |
| Anno | Titolo                                         | Stati Uniti Billboard Hot 100 | Regno Unito Official Singles Chart | Australia ARIA (Australia) | Album                                           |
| ---- | ---------------------------------------------- | ----------------------------- | ---------------------------------- | -------------------------- | ----------------------------------------------- |
| 2001 | Everywhere                                     | 12                            | 18                                 | 19                         | The Spirit Room                                 |
| 2002 | All You Wanted                                 | 6                             | 33                                 | 25                         | The Spirit Room                                 |
| 2002 | The Game of Love (Santana con Michelle Branch) | 5                             | 16                                 | 19                         | Shaman (Santana) Hotel Paper (versione europea) |
| 2002 | Goodbye to You                                 | 21                            | —                                  | —                          | The Spirit Room                                 |
| 2003 | Are You Happy Now?                             | 16                            | 31                                 | 33                         | Hotel Paper                                     |
| 2003 | Breathe                                        | 36                            | —                                  | 46                         | Hotel Paper                                     |
| 2003 | Breathe - The Remixes                          | —                             | —                                  | —                          | Hotel Paper                                     |
| 2004 | One of These Days (solo nelle Filippine)       | —                             | —                                  | —                          | Hotel Paper                                     |
| 2004 | 'Til I Get Over You                            | —                             | —                                  | —                          | Hotel Paper                                     |
| 2009 | Sooner or later                                | —                             | —                                  | —                          | Everything Comes and Goes EP                    |